# Ахмедов, Руслан
Руслан Ахмедов  — российский и азербайджанский борец вольного стиля.

## Карьера
Воспитанник хасавюртовской школы борьбы школы имени Шамиля Умаханова. Являлся чемпионом Дагестана и бронзовым призёром чемпионата Дагестана 2015 года. В ноябре 2015 года стал победителем турнира на призы Сослана Андиева во Владикавказе. В декабре 2015 года стал вторым на чемпионате Азербайджана, одолев в 1/4 финала Олимпийского чемпиона Тогрула Аскерова, а в финале уступил Гитинамагомеду Гаджиеву. В январе 2017 года во второй стал серебряным призёром чемпионата Азербайджана, уступив в финале Муртузали Муслимову.

## Спортивные результаты
- Чемпионат Азербайджана по борьбе 2015 — ;
- Чемпионат Азербайджана по борьбе 2017 — ;